# Monoftong
Monoftongul (din termenul grec „μονόφθογγος”-monóphthongos, un singur sunet), spre deosebire de diftong, este reprezentat de o singură vocală aflată în stare „pură”, fiind constituit dintr-un singur element vocalic. Începutul și respectiv sfârșitul articulării unui monoftong este fix, și nu se schimbă către o altă valoare vocalică în timpul pronunției acesteia. Un monoftong se poate obține prin reducerea unui diftong.
Acțiunea de a (se) monoftonga și rezultatul ei; reducerea unui diftong la un singur sunet (vocală) se numește monoftongare.
Exemple de monoftongare:
- o floare / două flori
- o scrisoare /două scrisori
- o cafea/două cafele
- o fereastră / două ferestre
- moale / moi
- întreagă / întregi
- (a telefona) telefonează / să telefoneze
- (a întreba) întreabă / să întrebe